# Josiah Turner junior
Josiah Turner junior (* 27. Dezember 1821 in Hillsborough, North Carolina; † 26. Oktober 1901 ebenda) war ein US-amerikanischer Jurist, Zeitungsmann und Politiker. Ferner diente er als Offizier in der Konföderiertenarmee.

## Werdegang
Josiah Turner junior, ältester Sohn von Eliza Estes Evans (1790–1873) und Josiah Turner senior (1783–1874), wurde ungefähr sieben Jahre nach dem Ende des Britisch-Amerikanischen Krieges in Hillsborough (Orange County) geboren und wuchs dort auf. Sein Vater, ein Sheriff und großer Landbesitzer im Orange County, schickte ihn auf das Caldwell Institute in Greensboro (Guilford County) und dann für ein Jahr auf die University of North Carolina in Chapel Hill. Nach einem zweijährigen Jurastudium in Hillsborough erhielt er um 1845 herum seine Zulassung als Anwalt. Seine Studienzeit war von der Wirtschaftskrise von 1837 überschattet und die Folgejahre vom Mexikanisch-Amerikanischen Krieg. Turner etablierte sich als erfolgreicher Anwalt, was wahrscheinlich auf den Einfluss seines Vaters sowie auf seinen eigenen scharfen Verstand und Zunge zurückzuführen war. Er heiratete 1856 Sophie Chester Devereaux (1833–1880) aus Raleigh. Das Paar bekam mindestens vier Söhne und eine Tochter: Thomas Devereux (1857–1898), Chester D. (1858–1929), Katherine Johnson (1860–1861), Devereux (1862–1925) und Watkins M. (1863–1885).
Turner verfolgte auch eine politische Laufbahn. Er schloss sich in jener Zeit der Whig Party an. 1852 wurde er in das Repräsentantenhaus von North Carolina gewählt und 1854 wiedergewählt. Bei seiner Kandidatur 1856 für den Senat von North Carolina erlitt er eine Niederlage, wurde dann aber 1858 in diesen gewählt und 1860 wiedergewählt. Turner war ein Gegner der Sezession von North Carolina. Nach dem Ausbruch des Bürgerkrieges stellte er aber eine Kavalleriekompanie für die Konföderierten Staaten auf und diente dort als ihr Captain. Er wurde 1862 sehr schwer verwundet. Als Folge davon schied er aus dem aktiven Dienst aus und gab anschließend sein Offizierspatent zurück. 1863 wählte man ihn als Friedenskandidat und Gegner der Administration von Jefferson Davis (1808–1889) in den zweiten Konföderiertenkongress. Er war so entschieden gegen die Wehrpflicht, Zwangsrekrutierung, Steuern und die Aussetzung des Habeas Corpus, dass er zu den Extremisten im Kongress gezählt wurde. Im November 1865 wählte man ihn als ehemaligen Gegner der Sezession in den US-Kongress, allerdings wurden ihm und anderen zu diesem Zeitpunkt ihre Sitze aberkannt. Er wurde dann 1866 und 1867 zum Direktor der staatseigenen North Carolina Railroad ernannt und 1867 zu ihrem Präsidenten gewählt.
Am Ende des Bürgerkrieges ging Turner entschlossen gegen alle bis auf diejenigen vor, die nur minimal von der alten Ordnung abwichen. Als man 1867 die Militärverwaltung durchsetzte, wurde er zu einem bissigen und kompromisslosen Feind der kongressionalen Reconstruction. Ende 1868 erwarb Turner mit einem Kredit des Industriellen George William Swepson (1819–1883) die Raleigh Sentinel und machte diese zu führenden konservativen Zeitung im Staat. Er konzentrierte hierbei alle seine Energie darauf, die republikanische Administration von Gouverneur William Woods Holden (1818–1892) niederzumachen. In diesem Zusammenhang gab er schwach begründete Vorwürfe für Betrug und Diktatur an, verhöhnte dessen Unterstützer für ihre tatsächlichen oder gedachten Schwächen, oft mit abscheulich klingenden Spitznamen, und leistete jeder konservativen Oppositionseinrichtung Unterstützung, einschließlich des Ku-Klux-Klans. Im Gegenzug bezeichnete Holdens Zeitung North Carolina Standard Turner als Anführer des Ku-Klux-Klans. Allerdings existieren keine Aufzeichnungen darüber, dass er je mehr als ein Fürsprecher für diese Einrichtung war. Turner war ein Meister des polemischen Journalismus, als der Stil zu der Zeit hoch modern war. Andere Zeitungen orientierten sich am Sentinel, wenn sie auch nicht direkt zitierten, leisteten sie ihren Beitrag für den Sturz von Gouverneur Holden im Jahr 1870. Dies war umso angenehmer für Turner, da er zu Anfang des Jahres für kurze Zeit durch die Miliz des Gouverneurs gefangen genommen wurde, aber durch die Schuld eines kommandierenden Offiziers wieder freikam.
Allerdings erwies sich sein Sieg ihm zum Verhängnis. In Folge seiner Unberechenbarkeit und seines destruktiven Temperaments gehörte er von Geburt an stets zur Opposition. Seine konservativen Kollegen misstrauten ihm und er wendete sich gegen sie. Turner lehnte 1872 die Kongressnominierung ab, da er offenbar die Nominierung für den US-Senat erwartete, die aber nie kam. 1874 verweigerte man ihm die erneute Kongressnominierung. Als ein Delegierter der konservativ orientierten Verfassunggebenden Versammlung von 1875 übertraf er seine Kollegen in der Verurteilung der vergangenen republikanischen Maßnahmen. Trotz seiner früheren Popularität und großen Auflagenhöhe verkaufte er aufgrund von Schulden ein Jahr später seine Zeitung. Bei seiner Kandidatur 1876 für den Senat von North Carolina erlitt er eine Niederlage gegenüber einem Republikaner. 1878 kandidierte er dann erfolglos als Unabhängiger für den US-Kongress. Er wurde stattdessen 1878 in das Repräsentantenhaus von North Carolina gewählt, später aber wegen persönlicher Angriffe auf seine Kollegen ausgeschlossen. Nach einer weiteren gescheiterten Kongresskandidatur 1884 liebäugelte er mit dem Populismus in den 1890er Jahren und wurde schließlich ein Republikaner. Turner gehörte der Episkopalkirche an. Er verstarb 1901 in seinem Haus in Hillsborough und wurde dann auf dem Friedhof der St. Matthew's Church beigesetzt.
Ein Porträt von ihm hängt in der North Carolina Collection in Chapel Hill.